# Dunalastair
 (juillet 2024).

Le bâtiment en 2005.

Dunalastair (en gaélique écossais : Dùn Alastair, signifie « Fort Alexandre ») est un domaine situé dans le sud des Highlands, dans le Perthshire, en Écosse. 

## Situation et accès
Il est situé à 18 miles à l'ouest de la ville de Pitlochry, le long de la rivière Tummel (en) entre le pont Tummel (en) à l'est et Kinloch Rannoch à l'ouest, et comprend une partie de Dunalastair Water (en).

## Origine du nom
Le nom « Dunalastair » provient de Dùn qui signifie fort' ou colline fortifiée en gaélique, et Alastair qui est la forme gaélique du prénom Alexander (Alexandre).
Il porte le prénom du soldat et poète jacobite écossais, Alexander Robertson of Struan (en) (vers 1670-1749), 13e chef du clan Robertson, célèbre pour être la seule personne connue à avoir participé à trois soulèvements jacobites.

## Historique
Dunalastair est proche d'une ancienne demeure du clan Donnachaidh (parfois appelé à tort Clan Robertson).
Cependant, le domaine actuel n'a aucun lien avec ce clan qui a vendu ses terres dans les années 1850, un cimetière des chefs du clan existe encore dans le parc.
De style baronial, le manoir, aujourd'hui en ruines, remplace une maison fortifiée détruite en 1745, car son propriétaire, Alexander Robertson of Struan (en), était l'un des chefs du mouvement jacobite.
La maison actuelle a été édifiée entre 1859 et 1862 par le général Macdonald of Dalschosnie, alors propriétaire du domaine sur les plans de l'architecte Andrew Heiton (en).
La devise de Macdonald « Per Mare, Per Terras » (par terres, par mers) est toujours visible au dessus de l'entrée principale.
Plus tard, la maison et le domaine sont achetés par Hugh Tennent (en) propriétaire de la Tennent Caledonian (en) l'une des grandes brasseries et distillerie de Glasgow.
En 1891, après la mort de Hugh Tennent à un très jeune âge, la maison et le domaine sont vendus à James Clark Bunten (en), alors président de la Caledonian Railway Company (en), l'arrière-grand-père de l'actuel propriétaire.
Décrite comme « ni un château, ni une confortable demeure familiale », la maison commença à décliner pendant la Première Guerre mondiale, le personnel nécessaire au fonctionnement et à l'entretien se faisant rare.
Pendant la Seconde Guerre mondiale, elle est réquisitionnée pour servir d'école aux enfants de réfugiés polonais.
Endommagé par un incendie à la fin des années 1940, un tableau du peintre John Everett Millais aurait disparu dans les flammes, le manoir continue son déclin dans les années 1950 lors lesquels il est abandonné et les meubles vendus.
Vandalisme et vol du plomb des toitures achèvent la demeure qui malgré plusieurs projets de restauration disparaît peu à peu victime du temps et des éléments.